# Jurij Lotman
Jurij Michajlovitj Lotman (ryska: Ю́рий Миха́йлович Ло́тман, estniska: Jüri Lotman), född 28 februari 1922 i Petrograd, Ryska SFSR, död 28 oktober 1993 i Tartu, Estniska SSR, var en rysk-estnisk filolog, semiotiker, litteraturhistoriker och kulturforskare. Han tog examen vid Leningrads universitet 1950, men förhindrades på grund av sin judiska bakgrund att påbörja forskarutbildningen där, varför han flyttade till det mer liberala universitetet i Tartu, Estland. Lotman arbetade här från 1954 och blev 1963 professor i rysk litteratur. År 1964 grundade han Tartu-Moskvaskolan inom semiotik, ett område inom vilket Lotman kom att bli världsledande.
Som litteraturhistoriker specialiserade sig Lotman på tiden omkring 1800 och publicerade viktiga arbeten om bland andra Nikolaj Karamzin och Aleksandr Pusjkin. Från slutet av 1950-talet utvecklade han en strukturalistisk litteraturteori med utgångspunkt i 1920-talets ryska formalism, kombinerat med nyare semiotik och informationsteori (Den poetiska texten, 1974). Från litteraturanalysen gick han vidare till att betrakta hela kulturer som texter frambringade med hjälp av bestämda, rekonstruerbara koder. Medan det i Lotmans tidigaste arbeten läggs störst vikt på de koder som har genererat de enskilda texterna var han senare mer intresserad av texterna som betydelseskapande strukturer.
I sin introduktion till den engelska utgåvan av Lotmans bok Universe of the Mind: A Semiotic Theory of Culture (1990) skriver Umberto Eco att Lotman gick från ett strukturalistiskt förhållningssätt vad gäller synen på kommunikation och meningsskapande till ett mer fritt, som bland annat tillät honom att resonera kring förändringar över tid inom kommunikationssystem. Om, som den strikt strukturalistiska semiotiken lär, ett semiotiskt system utgör ett regelsystem som styr de ingående koderna, hur kan det förklaras att det finns kommunikationsprocesser där dessa koder är svåra att identifiera, eller där det förefaller finnas konflikter mellan olika koder? Lotman finner delvis en lösning genom att betrakta kultur som semiosfär, en helhet där alla ingående element relaterar till varandra i en dynamisk process. Även om en semiosfär/kultur enligt Lotman ska betraktas som en egen mekanism utgör dess olika aspekter semiotiska element, vilka tillsammans bygger upp semiosfären. Den inneboende dynamiken gör det möjligt att förstå såväl inbördes relationer som förändringar över tid. Lotman var också intresserad av relationerna mellan kulturellt minne, historia och semiotik, och diskuterade bland annat historiedisciplinens funktion i kulturella system.